# Сокровищница мыслей

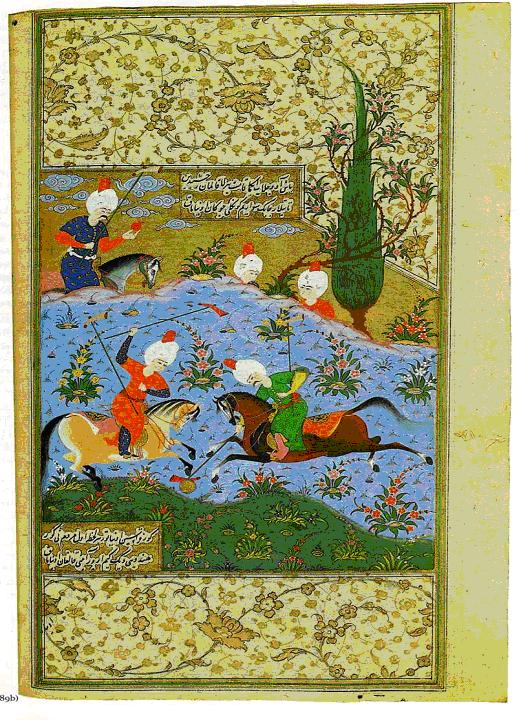
«Сокровищница мыслей» — страница поэтического свода Алишера Навои. Манускрипт из библиотеки Сулеймана Великолепного

Сокровищница мыслей (Hazoin ul-Maoniy) — сборник стихов узбекского поэта Алишера Навои, собранный им самим в 1498—1499 годах по хронологическому принципу и включающий четыре дивана, соответствующих четырём периодам жизни поэта: «Диковины детства» (Ghara'ib al-Sighar), «Редкости юности» (Navadir al-Shabab), «Диковины средних лет» (Bada'i' al-Wasat), «Назидания старости» (Fawa'id al-Kibar).

## Содержание
Стихи Навои состоят из двустиший. Первые из них посвящены вину («вино — источник света»). Вино (май) превращает нищего в Джамшида, но навлекает критику святош. Среди символов радости названа роза (красная и белая), без которой цветник (гулистон) превращается в тюрьму. Однако помимо красоты роза являет жестокость: («Жестоки жала красных роз» и «розой ранен соловей»). Помимо роз Навои из символических растений упоминает о белом жасмине, красном тюльпане и зеленом кипарисе. Облака он сравнивает с хлопком. Навои также прославляет любовь (ишқ) к неназванной «луноликой» пери с «месяцами бровей» и «рубиновыми устами». Эта любовь ввергает в безумие и лишает человека страха (Навои ссылается на сюжет с Лейли и Меджнун, а также на Хосров и Ширин). Вместе с тем, он упоминает Аллаха как творца красоты мира, но ценит любовь выше религии: «Слово милой — стих Корана».